# 日産・MSプラットフォーム
日産・MSプラットフォームとは、日産自動車の小型・中型車用プラットフォームである。
当初は2002年までに小型・中型車クラスの日産車はこのプラットフォームに統一する予定であったが、BプラットフォームやCプラットフォームの開発により、その計画は中止された。

## 搭載車種
- プリメーラ (P12)
- サニー (B15)
- セントラ (B15)
- アルメーラ (N16)
- ブルーバードシルフィ (G10)
  - ルノーサムスン・SM3
    - アルメーラクラシック
    - ルノー・スカラ
- ウイングロード (Y11)
- ADバン (Y11)
- セレナ (C24)
- ティーノ (V10)
- エクストレイル (T30)